# オホーツク勤医協北見病院
オホーツク勤医協北見病院（オホーツクきんいきょうきたみびょういん）は、医療法人オホーツク勤労者医療協会が北海道北見市常盤町に設置する病院。

## 概要
救急告示病院である。全日本民主医療機関連合会（民医連）に加盟している。

## 沿革
- 1993年（平成05年）4月：オホーツク勤労者医療協会設立。
- 1994年（平成06年）5月16日：北見医院開設（19床）。
- 1998年（平成10年）4月：病院化（北見病院・許可病床50床）。
- 1999年（平成11年）1月：医療法人化（医療法人オホーツク勤労者医療協会）。
- 2000年（平成12年）4月：療養型病床群病床導入12床。
- 2003年（平成15年）9月：病床区分変更。一般26床、療養24床。
- 2006年（平成18年）5月：全床一般病床。
- 2017年（平成29年）4月：地域包括ケア入院医療管理1取得。救急病院認定。
- 2018年（平成30年）8月：訪問リハビリ開始。

## 診療科
- 内科[3]

## 医療機関の認定
- 保険医療機関[3]
- 労災保険指定医療機関[3]
- 原子爆弾被害者一般疾病医療取扱医療機関[3]
- 身体障害者福祉法指定医の配置されている医療機関[3]
- 生活保護法指定医療機関（中国残留邦人等の円滑な帰国の促進並びに永住帰国した中国残留邦人等及び特定配偶者の自立の支援に関する法律(平成6年法律第30号)に基づく指定医療機関を含む）[3]
- 結核指定医療機関[3]
- 特定疾患治療研究事業委託医療機関[3]
- 難病の患者に対する医療等に関する法律（平成26年法律第50号）に基づく指定医療機関[3]
- 無料低額診療事業実施医療機関[3]

## 交通アクセス
- 北海道旅客鉄道（JR北海道）北見駅（北見バスターミナル）から北海道北見バス光西町線「常盤公園」停留所で下車、または訓子府・置戸・勝山・陸別線「中の島公園入口」停留所で下車。

## その他
- 病院の理念により、差額ベッド料（個室料）を徴収していない[4]。